# گورستان دامب دادکان
قبرستان دامب دادکان مربوط به دوره اشکانیان است و در شهرستان خاش، بخش ایرندگان، دهستان ایرندگان، ۱۰۰ متری شرق روستای دادکان علیا واقع شده و این اثر در تاریخ ۱۲ دی ۱۳۸۶ با شمارهٔ ثبت ۲۰۳۷۳ به‌عنوان یکی از آثار ملی ایران به ثبت رسیده است.